# Parapsychology
Parapsychology je druhé řadové album kapely Ferat.

## Seznam skladeb
1. Parapsychology
2. Storm
3. Understand
4. Break Dance
5. Don't Call Blind
6. Atheia
7. Friends
8. xxx You Mother
9. No !
10. Bohemia
11. Blood
12. Smile
13. The Gate of the Catastrophe
14. Breathe